# Newcastle United Jets FC
El Newcastle United Jets és un club australià de futbol de la ciutat de Newcastle, situada a la costa de Nova Gal·les del Sud. El club competeix actualment a l'A-League i juga els seus partits de local a l'EnergyAustralia Stadium.
El club va ser fundat el 2000 amb el nom de Newcastle United, i jugava en la ja extinta National Soccer League.

## Història
El primer equip de futbol de Newcastle va ser el Newcastle KB United, fundat el 1978, un any abans de la formació de la NSL.
La plaça del KB United a la lliga va ser donada al Adamstown Rosebuds el 1984, després del col·lapse del Newcastle KB United. El Rosebuds posteriorment va ser rebatejat com a Newcastle Rosebud United per competir en la NSL.
La plaça del Rosebuds posteriorment li va ser lliurada el 1991 al Newcastle Breakers, club format des del Newcastle Australs, club de la lliga estatal de Nova Gal·les del Sud. Els Australs van ser creats el 1952 per treballadors de Gretna Austral. El club s'havia unit a la lliga estatal de NGS el 1988. Els colors originals dels Australs eren el violeta i el blanc.
El Newcastle United va ser fundat el 2000 per Con Constantine des dels Breakers, que ja estava gairebé extingit pel fet que es va dissoldre a finals de la temporada 1999/00 després que Soccer Austràlia (actual FFA) va acabar amb la National Soccer League. Amb la creació del Newcastle United l'equip va canviar la seva seu de tornada a l'antic camp del KB United, ara conegut com l'EnergyAustralia Stadium.
El Newcastle United va ser rebatejat com a Newcastle United Jets per a la temporada inaugural de l'A-League (2005/06) per projectar una nova imatge i evitar confusions amb el club de la FA Premier League, el Newcastle United FC.
El nom Jets és una referència a la base Williamtown de la Reial Força Aèria Australiana, situada 20 quilòmetres al nord de Newcastle. L'escut del club mostra tres F/A-18 Hornet, en referència a les aeronaus que la RAAF té a Williamtown.

## Palmarès
- A-League (1): 2007-08
- National Soccer League (2): 2001-02, 2002-03

## Uniforme i colors

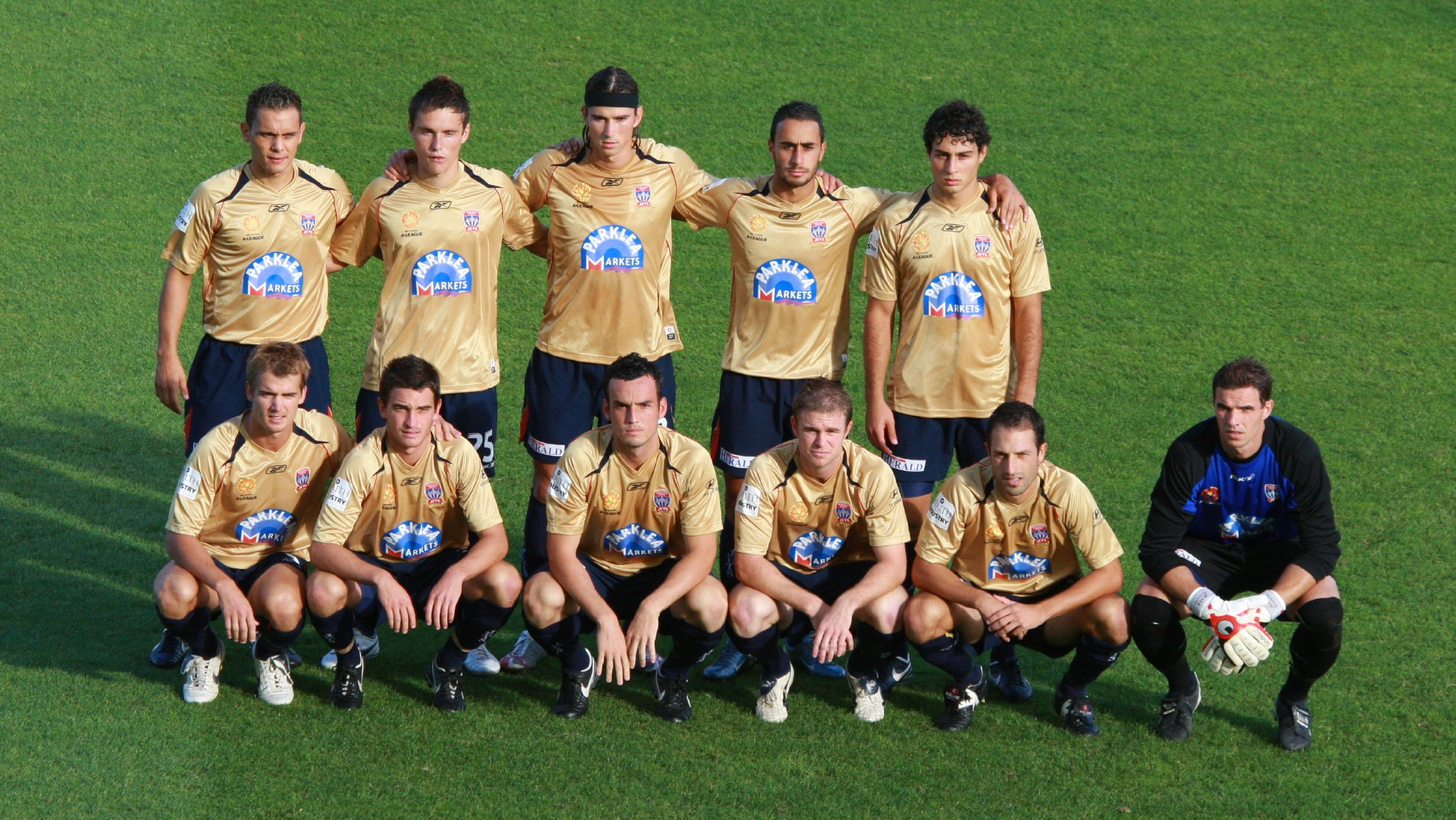
Formació dels Jets vestint l'uniforme titular abans de la gran final de la temporada 2007-2008.

La vestimenta local dels Jets consta d'una samarreta daurada amb línies blaves i vermelles, pantalons i mitjons blaus, mentre que la seva segona equipació de visitant és una samarreta blava amb línies vermelles i blanques, pantalons i mitjons blancs.
Fins al 2009, la samarreta de la segona vestimenta, com tots els equips de l'A-League (excepte el Melbourne Victory FC), era de color blanc. També la samarreta té mànigues daurades (un acord de l'A-League diu que la samarreta del segon uniforme ha de tenir els colors de l'equip a les mànigues), a més de pantalons daurats i mitjons blancs per completar l'uniforme de recanvi.

## Estadi
L'EnergyAustralia Stadium és l'estadi on juga de local el Newcastle United Jets i el Newcastle Knights, l'equip de rugbi de la ciutat. Té capacitat per 26.100 espectadors.
El rècord d'espectadors per a un partit de futbol a Newcastle va ser en un partit entre el Newcastle United Jets i el Sydney FC, el 2 de febrer del 2007 en la fase final de l'A-League amb presència de 24.338 espectadors. Això trenca un rècord de 52 anys per a un partit de futbol a Newcastle, quan la selecció australiana va jugar amb el Rapid de Viena. També va trencar un rècord imposat pel club l'1 de gener del 2007, quan 20.980 espectadors van veure caure els Jets davant del Sydney per 2-0.

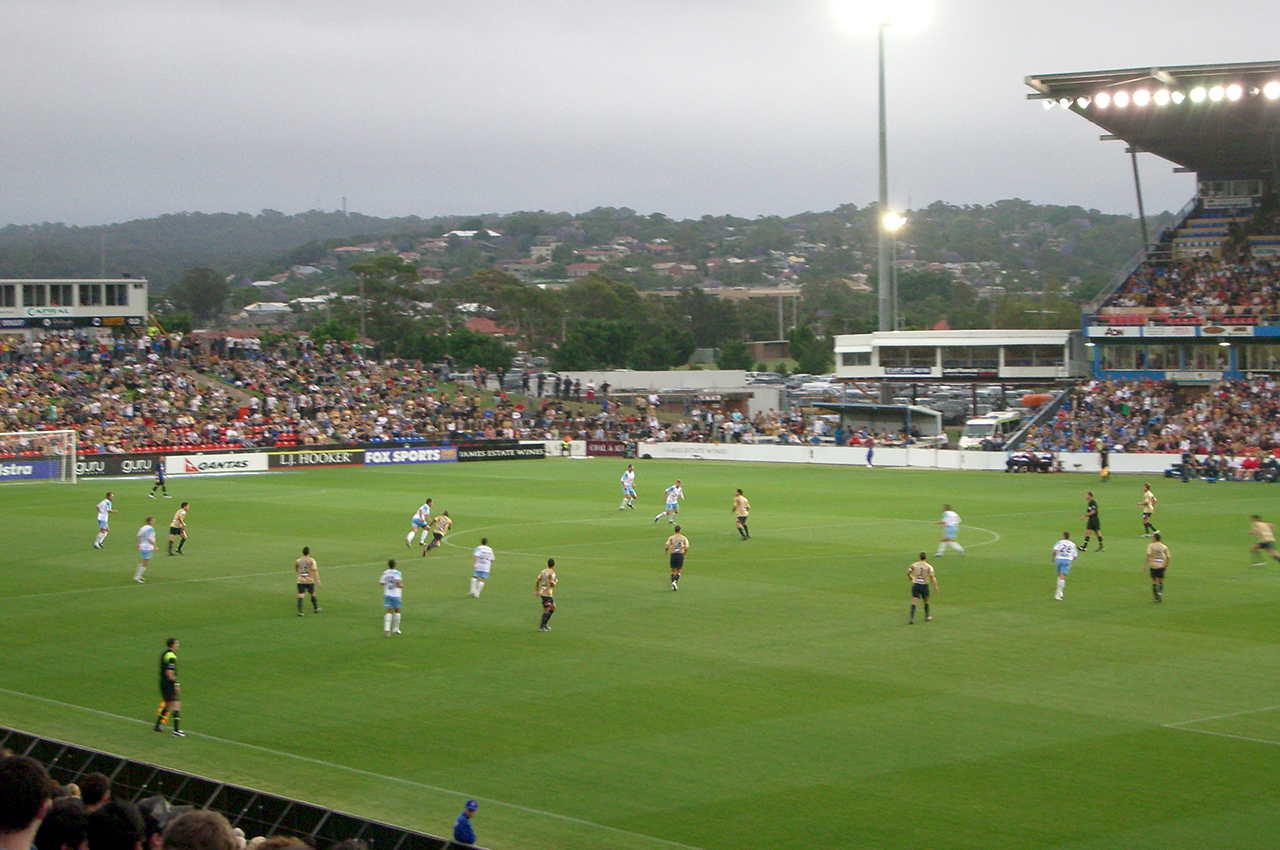
Partit entre els Jets i el Sydney FC a l'EnergyAustralia Stadium

En els propers anys, l'EnergyAustralia Stadium serà remodelat per poder augmentar la capacitat fins a 45.000 espectadors. Aquesta remodelació és part del pla per l'organització de la Copa Mundial de Futbol de 2018 a Austràlia. En cas que els oceànics aconsegueixin el dret d'organització del mundial, Newcastle seria una de les seus, però l'estadi no compleix amb les condicions mínimes imposades per la FIFA per a albergar un esdeveniment d'aquesta magnitud, de manera que la remodelació seria obligatòria si Newcastle vol albergar partits de la Copa del Món.